# Christbusch
Der Christbusch ist ein bewaldetes Naherholungsgebiet in der nordrhein-westfälischen Großstadt Wuppertal.

## Lage und Beschreibung
Das Waldgebiet im geografischen Mittelpunkt Wuppertals liegt im Stadtteil Unterbarmen auf dem Gebiet der Wohnquartiere Hesselnberg und Lichtenplatz. Es erstreckt sich von 195 Meter ü. NN bis auf 320 Meter ü. NN die Wuppertaler Südhöhen hinauf und wird im Osten von dem Kerbtal des Auer Bachs und im Westen von dem des Bendahler Bachs begrenzt. Die Siedlung Am Dausendbusch ragt in das Waldgebiet hinein.
Im Norden des Christbuschs liegt das Gelände der Villa Herberts, das von dem in Wuppertal ansässigen Bildhauer Tony Cragg zu einem Skulpturenpark umgestaltet wurde. Es grenzt an den östlich davon gelegenen Unterbarmer Friedhof, der ebenfalls Teil des Erholungsgebietes ist. Auf der Kaiser-Friedrich-Höhe befinden sich zwei Denkmale, die an Barmer Honoratioren und Ehrenbürger Otto Jäger (1827–1892) und Heinrich Eisenlohr (1816–1899) erinnern. Dort befinden sich auch ein Wuppertaler Forsthaus und die Kleingartenanlage Waldfrieden. Der Wupperweg und bis 2014 auch der Residenzenweg durchqueren das Waldgebiet.
Ebenfalls am Nordrand des Waldes befindet sich die Ortslage Am Christbusch.